# Huawei Y6 II Compact
Huawei Y6 II Compact — смартфон середньо-бюджетного рівня, розроблений компанією Huawei, що є зменшеною версією Huawei Y6 II. Був представлений у вересні 2016 року. У деяких країнах смартфон продавався як Honor 5A.

## Дизайн
Екран виконаний зі скла. Корпус виконаний з пластику.
Знизу розміщені роз'єм microUSB, динамік та стилізований під динамік мікрофон. Зверху розташований 3.5 мм аудіороз'єм та другий мікрофон. З правого боку розміщені кнопки регулювання гучності та кнопка блокування смартфона. Слоти під 1 або 2 SIM-картки (залежно від версії у Y6 II Compact,  тільки під 2 у Honor 5A) й карту пам'яті формату microSD до 128 ГБ знаходяться під задньою панеллю, яку можна зняти.
Смартфони продавалися в 3 кольорах: чорному, білому та золотому.

## Технічні характеристики

### Платформа
Y6 II Compact отримав процесор від компанії MediaTek MT6735, а Honor 5A — MT6735P. Обидва процесори працюють в парі з графічним процесором Mali-T720MP2.

### Батарея
Батарея отримала об'єм 2200 мА·год. Також є можливість її заміни.

### Камери
Смартфони отримали основну камеру 13 Мп, f/2.0 (ширококутний) з автофокусом та можливістю запису відео в роздільній здатності 720p@30fps. Фронтальна камера отримала роздільність 5 Мп та можливість запису відео у роздільній здатності 720p@30fps.

### Екран
Екран IPS LCD, 5.0", HD (1280 × 720) зі щільністю пікселів 294 ppi та співвідношенням сторін 16:9.

### Пам'ять
Смартфони продавалися в комплектації 2/16 ГБ.

### Програмне забезпечення
Смартфони були випущені на EMUI 3.1 на базі Android 5.1 Lollipop. Були оновлені до EMUI 4 на базі Android 6.0 Marshmallow